# 猿渡川
猿渡川（さわたりがわ）は、愛知県西三河地方を流れる猿渡川水系の二級河川。愛知県豊田市山之手に端を発し、安城市、知立市、刈谷市を流下して知多湾（三河湾）に注いでいる。流域面積は47.2平方キロメートルであり、全長は約17.5キロメートルである。

## 境川水系 / 猿渡川水系の基礎情報
下記参照。
| 河川名 | 河川名 | 流域自治体 | 流域面積 (km2) | 幹線延長 (km) | 流域人口 （万人） | 支川数 |
| ------ | ------ | --- | -------------- | ------------- | ----------------- | ------ |
| 境川   | 境川   | 名古屋市緑区、刈谷市、豊田市、安城市、東海市、大府市、 知立市、豊明市、日進市、愛知郡東郷町、知多郡東浦町、みよし市 | 221.0          | 24.0          | 29.5              | 26     |
| 境川   | 逢妻川 | 刈谷市、豊田市、安城市、知立市、みよし市                                                                            | 86.2           | 10.6          | 20.8              | 7      |
| 猿渡川 | 猿渡川 | 刈谷市、豊田市、安城市、知立市                                                                                      | 47.2           | 17.5          | 16.6              | 5      |

## 地理

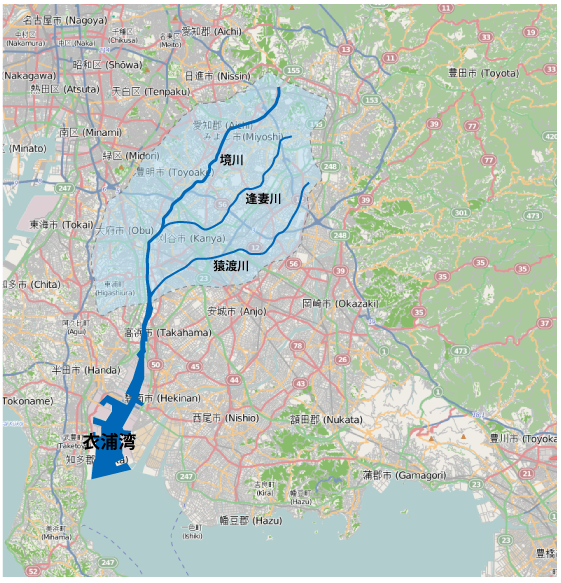
愛知県西三河地方と境川/猿渡川水系の流域図

流域の標高は0メートルから約40メートルであり、勾配は1/400程度の低平地である。流域人口は16.6万人であり、北西側に隣接する境川の流域人口（50.3万人、逢妻川流域人口20.8万人を含む）の約1/3である。境川・逢妻川流域の刈谷市北部には農業用のため池が数多くみられるが、猿渡川流域の刈谷市中部・南部は明治用水西井筋や中井筋の水を農業用に利用できるため、ため池はみられない。

### 流路
豊田市市街地から南に約1キロメートル、トヨタホーム丸山営業所裏の側溝、展示場付近の谷地の側溝が源流である。昭和の地域地図を見ると、この側溝が大風川と明記されている。この付近は緩やかな谷地であるが、谷頭は前記駐車場のすぐ北側にあるトヨタホーム愛知丸山営業所に迫っており、高低差もわずかに数メートルである。この谷を200メートルほど下った丸山町9丁目西交差点と丸山町9丁目東交差点の間の信号のない交差点の下をくぐり、山之手2丁目に入ると開渠となる。ここから愛知県道491号豊田環状線を再び暗渠でくぐり、スギ薬局の裏手を流れて、山之手公園北端で開渠となり公園内の北端～西端を回る。山之手公園内では、山之手小学校西側の住宅街の緩やかな谷を源流とする流れも合流する。この時点では、猿渡川ではなく大風川と呼ばれている。
ここからは、名鉄三河線（山線）と愛知環状鉄道・愛知環状鉄道線に挟まれた、並行に走る両鉄道線の中央部となる豊田市大林町を南南西に流れる。西側約1.5キロメートルの距離には逢妻川が大風川（猿渡川）に並行して流れており、流域には上流から下流まで田園が広がっているが、トヨタ自動車、トヨタ車体、デンソーなど、トヨタグループ企業の工場も数多く立地している。
豊田市大林町から豊田市西田町大風にかけては、幅の広い谷の中央付近を流れており、この谷が大風川によって侵食されて形成されたことがわかる。途中には、農業用水の看板や東名高速道路のすぐ北側にある橋の名板に、大風川の名前が確認できる。
豊田上郷サービスエリア付近で東名高速道路をくぐる地点で、愛知県の管理となり、猿渡川と名前を変える。さらに伊勢湾岸自動車道をくぐって安城市に入ると、西南西に向きを変えて安城市北部を流れる。やがて知立市に入ると市のほぼ中央部を横断し、愛知県立知立東高等学校などを横手に見ながら、名鉄名古屋本線、衣浦豊田道路、国道23号（知立バイパス）、東海道新幹線、国道419号を越えて刈谷市に入る。刈谷市では南西に向きを変え、市中部（旧刈谷町）と南部（旧依佐美村）の境界となる。
刈谷知立クリーンセンター付近では、安城市篠目町付近から真西に流れてきた猿渡川最大の支流吹戸川（支流に割目川）を集め、JR東海道本線を越える。愛知県立刈谷東高等学校やミササガパーク（猿渡公園）の脇を流れ、名鉄三河線（海線）や刈谷自動車学校の脇を通り、愛知県道50号名古屋碧南線の猿渡大橋が最後の橋である。衣崎町付近で支流の下り松川を集め、その後境川と合流する。

### 主な支流
二級河川と準用河川を下流側から順に記載する。
| 河川            | よみ                      | 次数    | 種別              | 管理者        | 主な経過地                      | 河川延長 （km） | 備考 |
| --------------- | ------------------------- | ------- | ----------------- | ------------- | ------------------------------- | --------------- | ---- |
| 猿渡川 大風川   | さわたりがわ おおかぜがわ | 本川    | 二級河川 準用河川 | 愛知県 豊田市 | 刈谷市、知立市、 安城市、豊田市 | 17.5            |      |
| 下り松川 薬師川 | さがりまつがわ やくしがわ | 1次支川 | 二級河川 準用河川 | 愛知県 刈谷市 | 刈谷市、知立市                  |                 |      |
| 堀川            | ほりかわ                  | 1次支川 | 準用河川          | 刈谷市        | 刈谷市                          |                 |      |
| 江川            | えがわ                    | 1次支川 | 準用河川          | 刈谷市        | 刈谷市                          |                 |      |
| 山の田川        | やまのたがわ              | 1次支川 | 準用河川          | 刈谷市        | 刈谷市                          |                 |      |
| 森前川          | もりまえがわ              | 1次支川 | 二級河川          | 愛知県        | 刈谷市                          |                 |      |
| 御堂添川        | みどぞえがわ              | 1次支川 | 準用河川          | 刈谷市        | 刈谷市                          |                 |      |
| 吹戸川          | ふきどがわ                | 1次支川 | 二級河川 準用河川 | 愛知県 安城市 | 刈谷市、知立市、安城市          |                 |      |
| 割目川          | われめがわ                | 2次支川 | 二級河川 準用河川 | 愛知県 安城市 | 刈谷市、知立市、安城市          | 1.9             |      |
| 野吹川          | のぶきがわ                | 2次支川 | 準用河川          | 刈谷市        | 刈谷市                          |                 |      |
| 法信川 長篠川   | ほうしんがわ ながしのがわ | 1次支川 | 準用河川          | 刈谷市 知立市 | 刈谷市、知立市                  |                 |      |
| 法真川          | ほうしんがわ              | 1次支川 | 準用河川          | 知立市        | 知立市                          |                 |      |
| 間瀬口川        | ませぐちがわ              | 1次支川 | 準用河川          | 知立市        | 知立市                          |                 |      |
| 丸山川          | まるやまがわ              | 1次支川 | 準用河川          | 知立市        | 知立市                          |                 |      |
| 石田川          | いしだがわ                | 1次支川 | 二級河川          | 愛知県        | 安城市                          |                 |      |
| 石橋川          | いしばしがわ              | 1次支川 | 準用河川          | 安城市        | 安城市                          |                 |      |
| 高根川          | たかねがわ                | 1次支川 | 準用河川          | 安城市        | 安城市                          |                 |      |
| 東山川          | ひがしやまがわ            | 1次支川 | 準用河川          | 豊田市        | 豊田市                          |                 |      |
| 和会川          | かずえがわ                | 1次支川 | 準用河川          | 豊田市        | 豊田市                          |                 |      |

## 歴史

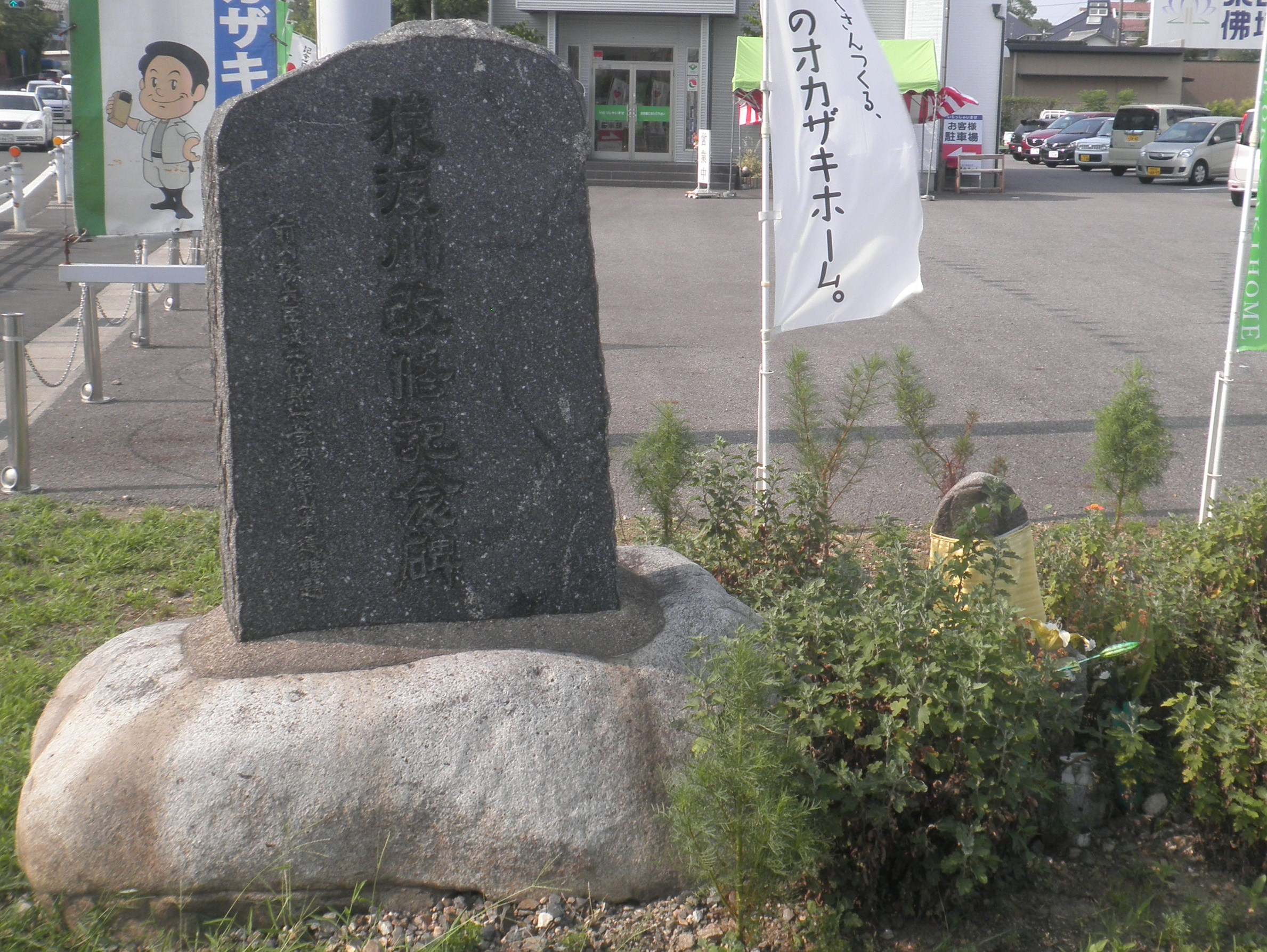
弘法橋のたもとにある猿渡川改修記念碑
（知立市弘法町、2013年（平成25年）7月）

### 古代から中世
碧海台地には先土器時代から人々が生活していた。縄文時代には猿渡川下流部でも集落の発達が見られ、流域からは中条貝塚（後期）や野田貝塚（晩期）が発見されている。弥生時代から古墳時代には集落が中流域両岸の台地縁辺に集中し始め、多数の弥生土器、土師器、須恵器などが出土している。

### 近世以後
猿渡川のある碧海台地（岡崎平野の一部）は平坦な台地が広がり、灌漑水の確保が困難だったため、わずかな耕地が原野に点在するのみだったが、17世紀中頃になると猿渡川流域でも新田開発が行なわれた。1881年（明治14年）に明治用水が完成すると、いっそう新田開発が進んだ。農業の近代化をいち早く実行し、多角的な農業経営を推し進めたことから、碧海台地や碧海郡地域は「日本デンマーク」と称されるほどの農業先進地となった。
弘法橋のたもとには、1936年（昭和11年）6月に愛知縣知立町によって建立された猿渡川改修記念碑が据えられている。農業の近代化以後には道路網や鉄道網が整えられ、流域は宅地開発や企業進出が進んだ。昭和40年代から昭和50年代にかけての都市化が目覚ましく、昭和30年代には境川・逢妻川・猿渡川流域の都市化率が9パーセントだったものが、1977年（昭和52年）には39パーセント、1997年（平成9年）には49パーセント、平成20年代には約60パーセントとなった。

### 現代の洪水被害
この3河川の流域では、河川が形成する沖積平野より一段高い台地や丘陵地上を中心として市街地が形成されているが、猿渡川はもっとも堤防高と堤内地盤高の差が小さい河川であり、上中流部では2メートル未満であるため、大雨の際に水位が急激に上昇して水害に見舞われる危険性が高い。特に知立市の弘法橋付近で溢水することが多く、1971年（昭和46年）6月-7月の台風6・7・9号、1975年（昭和50年）9月の台風17号、1991年（平成3年）9月の台風17・18・19号、1999年（平成11年）、2000年（平成12年）9月の台風14号（東海豪雨）、2008年（平成20年）8月（平成20年8月末豪雨）などで浸水被害を出し、特に東海豪雨の際には、3河川全体の流域面積の約20％が浸水した。2012年（平成24年）には特定都市河川浸水被害対策法に基づく特定都市河川流域に指定され、一定以上の面積の流域開発行為には許可が求められている。

## 名称

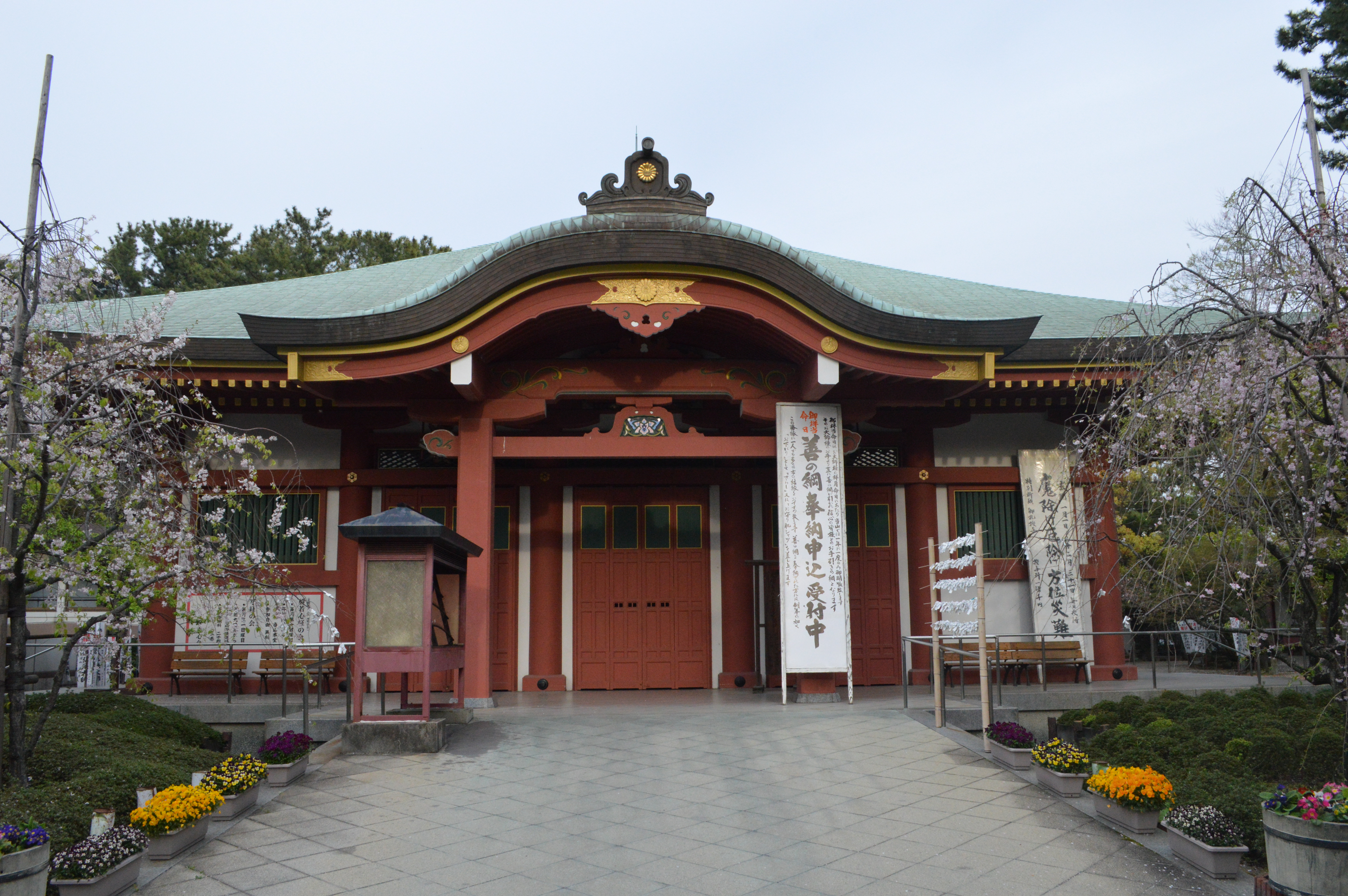
猿渡川という名称が生まれるきっかけとなった遍照院
（知立市弘法町、2016年（平成28年）4月）

「猿渡」（さるわたり、さわたり）という地名には「（猿でも渡れるほど）狭く渡りやすい所」という意味があるが、空海（弘法大師）にまつわる言い伝えが猿渡川の名称の由来とされている。
空海は帰京の際に現在の知立市付近を通りがかり、遍照院（弘法町）の南側で橋のない川に差し掛かると、その川のたもとで親猿と3匹の子猿に遭遇した。兄猿と弟猿2匹は仲が悪い様子で、どのようにして川を渡るのか見ていたところ、以下のようにして親猿は自分がいない場所で兄猿と弟猿を一緒にすることなく、巧みに3匹の子猿を対岸まで背負って渡した。
1. 親猿は兄猿を背負って対岸に着き、兄猿を置いてこちらに戻った。
2. 親猿は弟猿Aを背負って対岸に着き、兄猿を背負ってこちらに戻った。
3. 親猿は弟猿Bを背負って対岸に着き、そのままこちらに戻った。
4. 親猿は兄猿を背負って対岸に着き、4匹の猿はすべて対岸に着いた。

空海は親猿の知恵に感心し、この川を猿渡川と名付けた。
国土地理院発行の数値地図25000によると、「猿」の文字が付く河川は日本全国に28あるとされる。愛知県豊田市の猿投山山麓には猿投川が流れており、こちらは「景行天皇がかわいがっていた猿を海へ投げ捨てたこと」が由来とされている。知立市にも刈谷市にも「猿渡町」という町名はないが、知立市上重原町には知立市立猿渡小学校、猿渡保育園、猿渡公民館など「猿渡」が付いた施設がある。

## ギャラリー

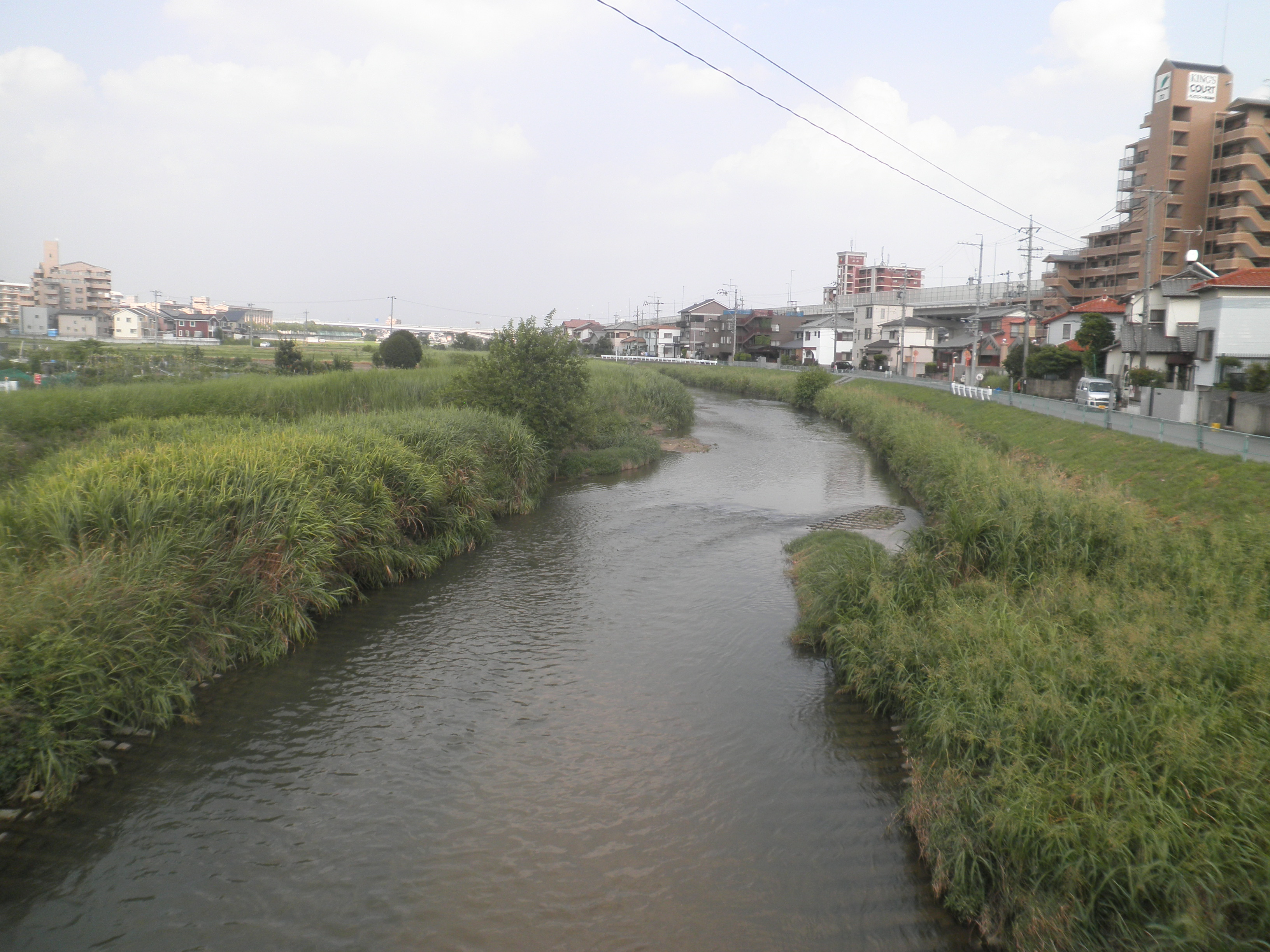
愛知県道298号安城知立線弘法橋上より上流側を望む （知立市新林町、2013年（平成25年）7月）
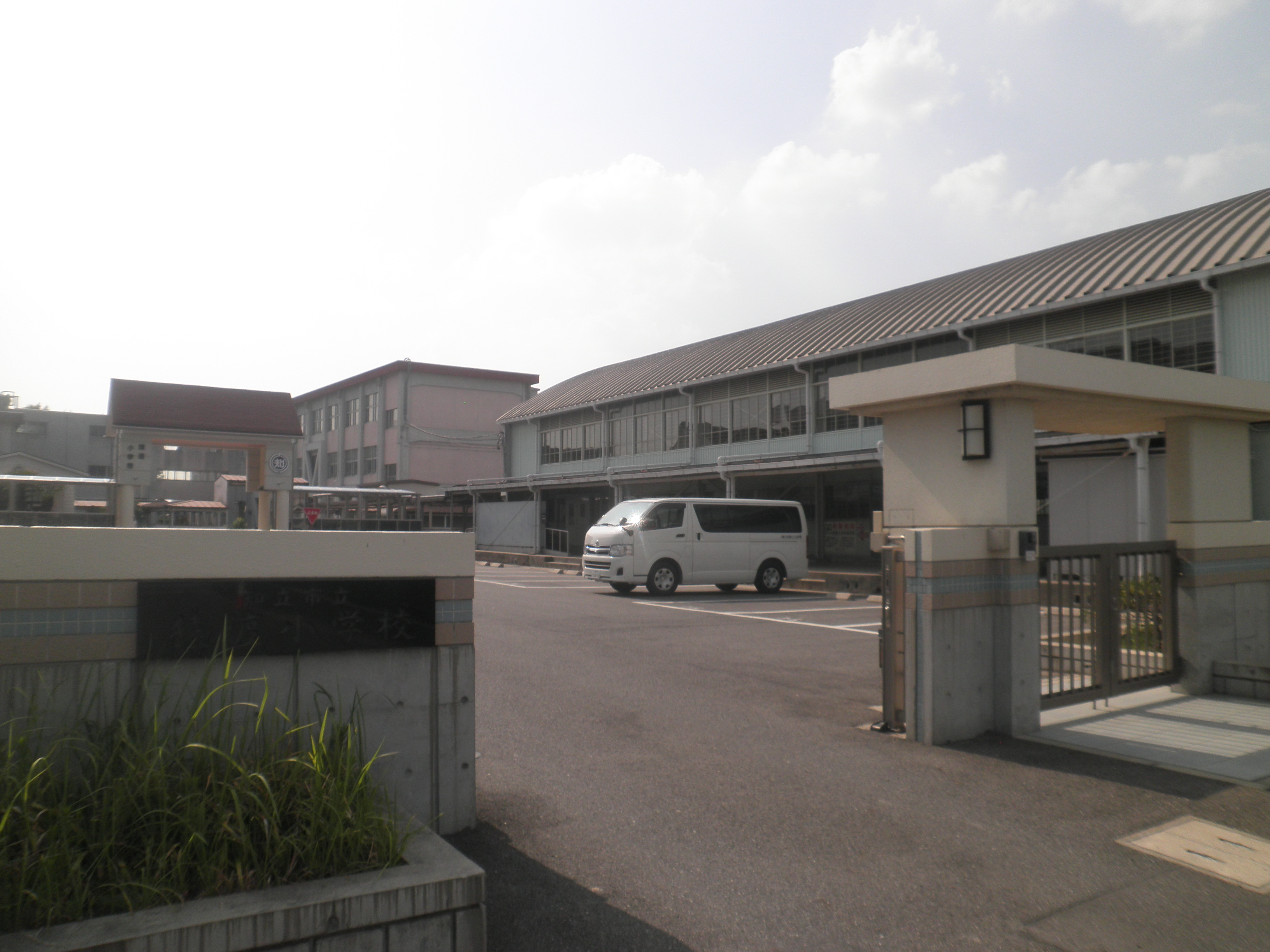
知立市立猿渡小学校 （知立市上重原町、2013年（平成25年）7月）
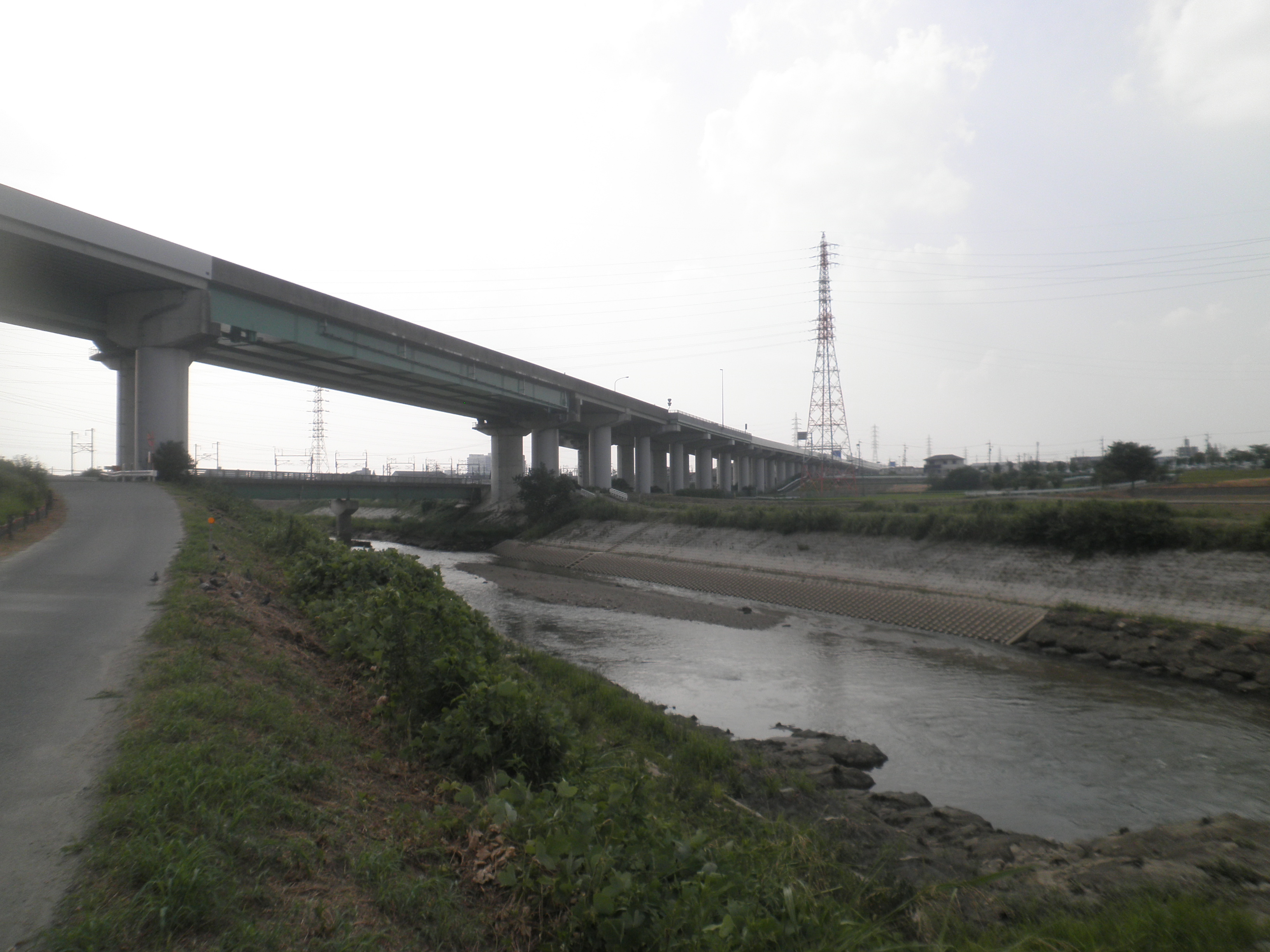
国道23号をくぐる猿渡川 （知立市上重原町、2013年（平成25年）7月）
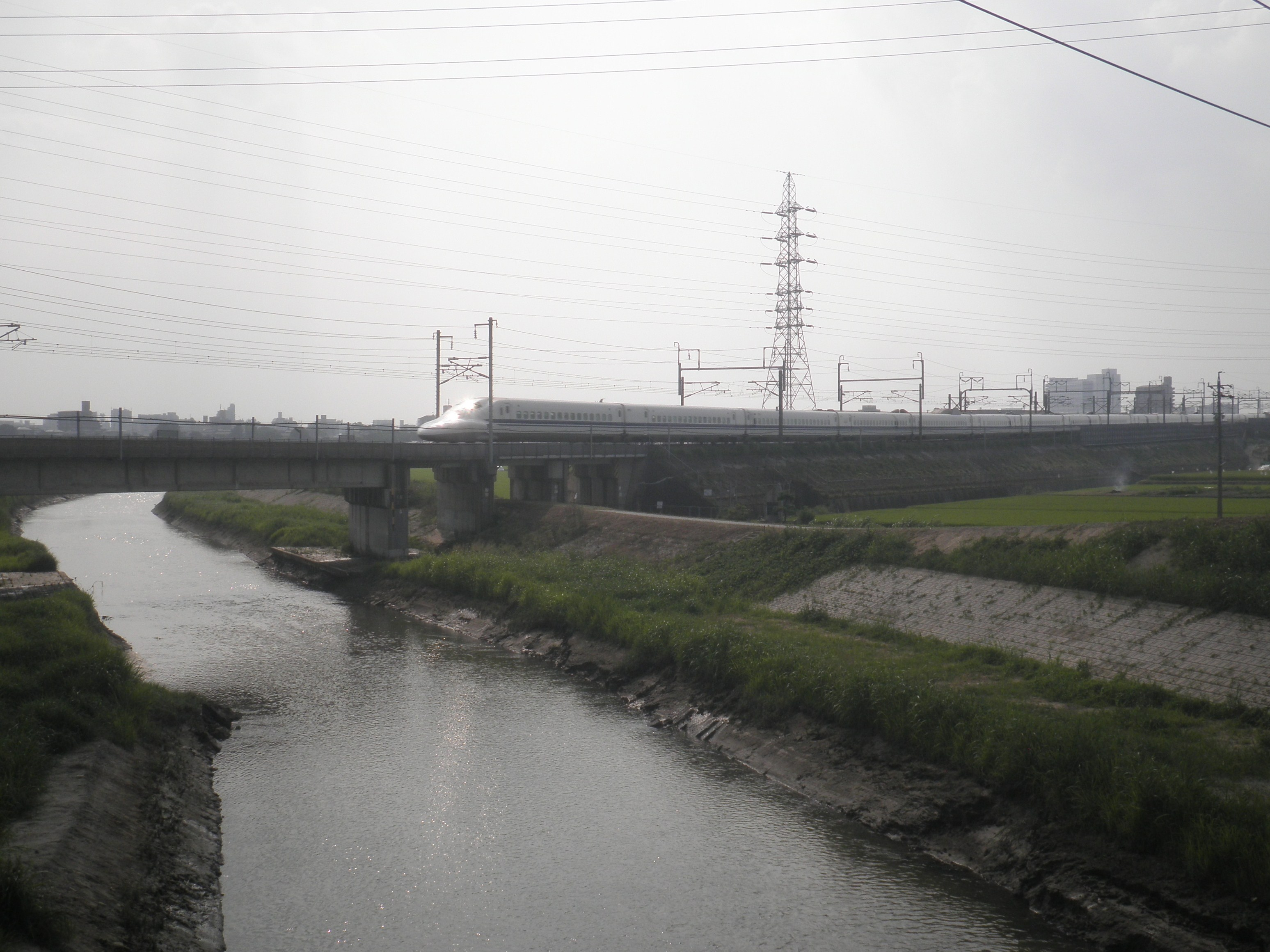
東海道新幹線と猿渡川 （知立市上重原町、2013年（平成25年）7月）
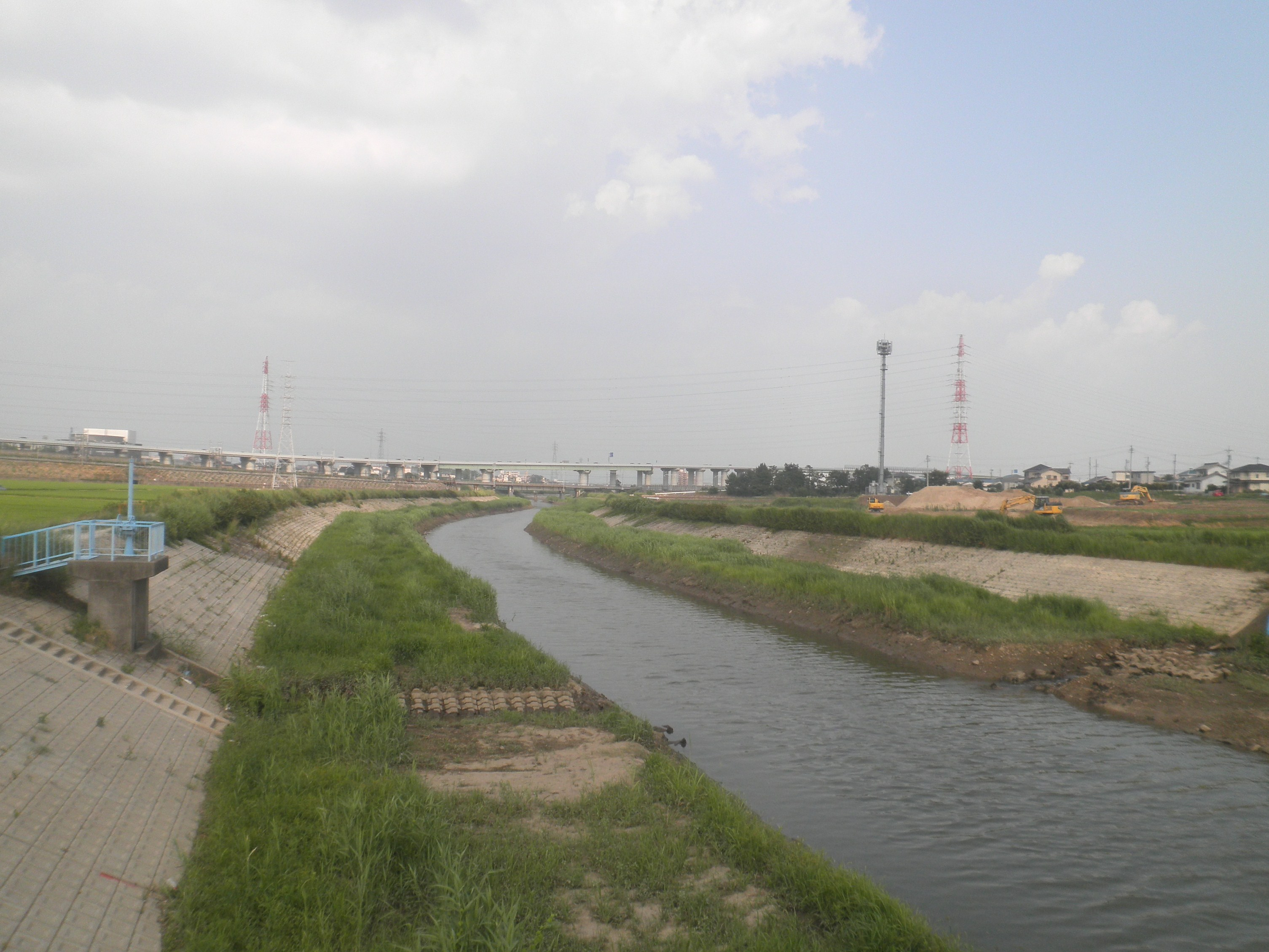
国道419号猿渡橋上より上流側を望む （知立市上重原町、2013年（平成25年）7月）
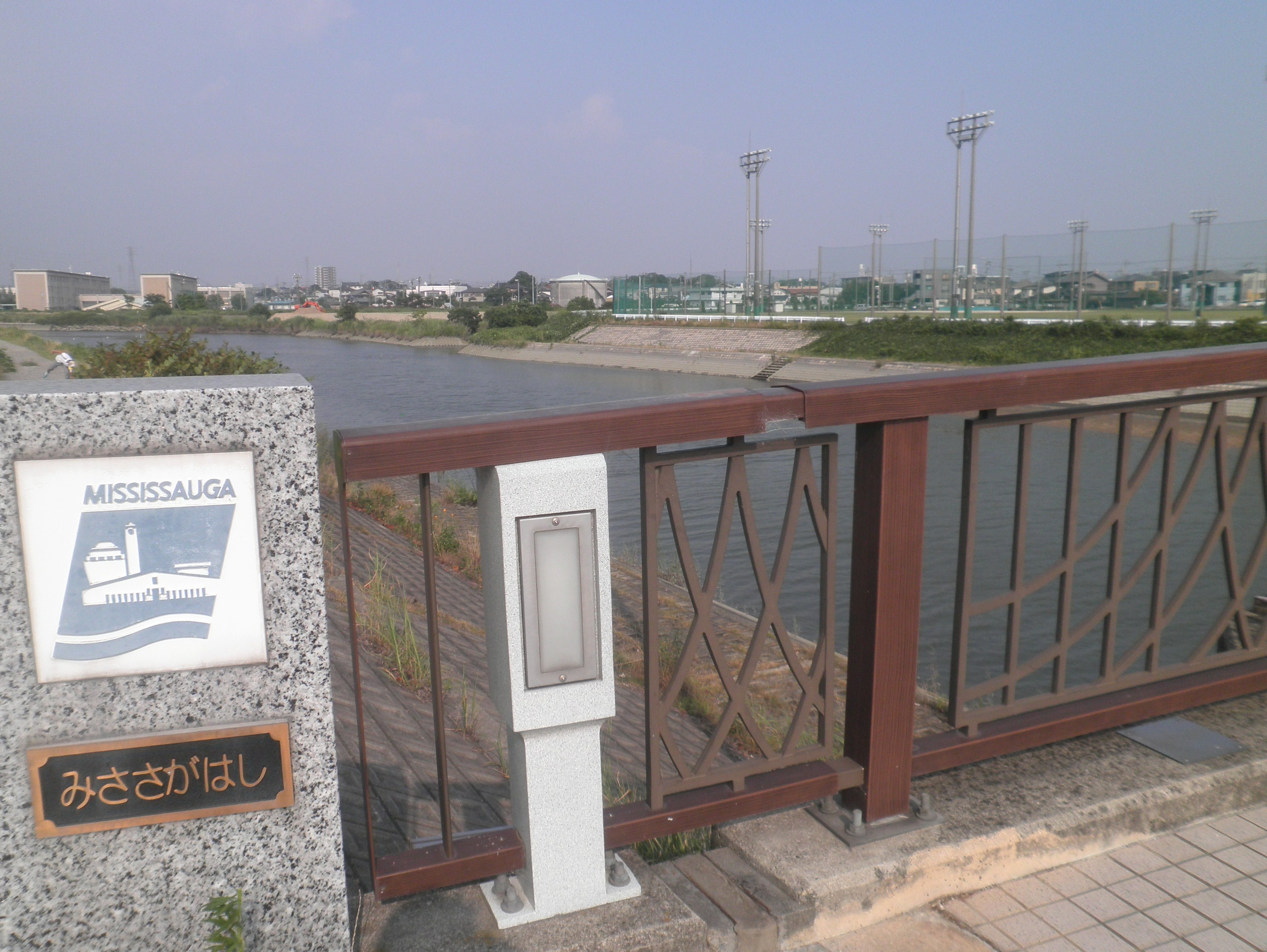
ミササガパークに隣接するミササガ橋上より上流側を望む （刈谷市田町、2013年（平成25年）7月）